# Claver Casavant
Joseph-Claver Casavant (* 16. September 1855 in Saint-Hyacinthe, Québec; † 10. Dezember 1933 in Saint-Hyacinthe) war ein kanadischer Orgelbauer.

## Leben
Claver Casavant war der Sohn von Joseph Casavant, einem Orgelbauer, und von Marie-Olive Sicard. Von 1867 bis 1871 besuchte er das Séminaire de Saint Hyacinthe. In die Anfangsgründe des Orgelbaues wurde er von Eusèbe Brodeur eingeführt. Dieser hatte 1866 die Orgelbaufirma von Casavants Vater übernommen und wurde nach dessen Tod 1874 Vormund dessen beider Söhne Claver und Samuel. 1878 brach Casavant zu einer Studienreise nach Europa auf, die ihn nach Frankreich, Italien, in die Schweiz und das Deutsche Reich, nach Belgien und England führt. Sein Bruder Samuel schloss sich ihm im Folgejahr an. Entscheidende Impulse erhielt er hier durch seine Arbeit als Orgelstimmer in der Firma von Edwin Eugène und John Albert Abbey in Versailles.
Nach ihrer Rückkehr nach Kanada 1879 gründeten die Brüder in ihrer Heimatstadt die Orgelbaufirma Casavant Frères. Diese entwickelte sich zur bedeutendsten Orgelbaufirma Kanadas, die zum Zeitpunkt des Todes Casavants 1933 bereits fast 1500 Orgeln vorwiegend in Nordamerika, aber auch in Zentral- und Südamerika, Europa, Asien und Afrika gebaut hatte und gegenwärtig die älteste noch aktive Orgelbaufirma Kanadas und eine der führenden weltweit ist.
1880 heiratete Casavant Marie-Sophie-Évelina Papineau, eine Nichte des Politikers Louis-Joseph Papineau, mit der er acht Kinder bekam. 1905 unternahm er als Vertreter der Canadian Manufacturers’ Association eine Reise nach London. Als Casavant Frères 1919 eine Gesellschaft mit beschränkter Haftung (limited-liability company) wurde, wurde Claver Präsident und sein Bruder Samuel Vizepräsident der Gesellschaft. Im selben Jahr gründeten bei Brüder die Compagnie de Phonographes Casavant Limitée, die bis 1926 Phonographen herstellte. 1920 kandidierte Casavant für das Amt des Bürgermeisters von Saint-Hyacinthe, unterlag aber seinem Konkurrenten Télesphore-Damien Bouchard. 1923 wurde er Präsident der Compagnie d’Imprimerie et de Comptabilités de Saint-Hyacinthe, die die katholische Zeitschrift Courrier de Saint-Hyacinthe herausgab.
Zeit seines Lebens war Casavant praktizierender Katholik. Er unterstützte mit erheblichen Summen Organisationen und Institutionen seiner Heimatstadt, darunter die Sœurs de la Présentation de Marie, das Séminaire de Saint Hyacinthe und das Hospital der Stadt. Papst Pius IX. ernannte ihn 1925 zum Großkomtur des Gregoriusordens.